# Release, Release
A Release, Release egy Yes-szám a Tormato című albumról, 1978-ból. Majdnem 6 perces hosszával az album negyedik leghosszabb száma.
A dal közepén Alan White szólózik, miközben a háttérben rajongók tapsolnak, kiáltoznak – mintha egy koncerten vették volna fel a részletet. A valóságban a stúdióban rögzítették a dobszólót.

## Kislemezeken
Az album megjelenését megelőzően megjelent egy azonos című kislemez is. A-oldalán a címadó szám foglalt helyet, míg a B-oldalon az album második száma, a Don’t Kill the Whale hallható.

## Közreműködő zenészek
- Jon Anderson – ének
- Steve Howe – gitár
- Rick Wakeman – billentyűs hangszerek
- Chris Squire – basszusgitár
- Alan White – dob

## Egyéb kiadványokon
- Tales From Yesterday
- In a Word: Yes (1969–)

## Külső hivatkozások
- Dalszöveg